# Kneiphof
Lo Kneiphof (in lituano: Knypava; in polacco: Knipawa) era un quartiere del centro storico della città di Königsberg, in Germania. Durante l'epoca medievale era uno dei tre villaggi che componevano la città di Königsberg, assieme ad Altstadt ed a Löbenicht. Il villaggio giaceva su un'isola di 10 ettari di terreno che aveva lo stesso nome e che si trovava nel letto del fiume Pregel e includeva la cattedrale di Königsberg e l'originale sito dell'Università di Königsberg. Il suo territorio è oggi parte della città di Kaliningrad, in Russia.

## Etimologia
Le varianti medievali del nome del quartiere di Kneiphof riportano Knipaw, Knipab, e Knypabe. Il nome derivava dall'antico prussiano ed indicava un'area paludosa o comunque con molta acqua; l'isola era infatti circondata a nord del  Neue Pregel ed a sud dall'Alte Pregel (o Natangische Pregel), due rami del fiume Pregel. All'inizio del XIV secolo l'isola era nota col nome di Vogtswerder perché era usata come vogt dai cavalieri teutonici. Il nome di Pregelmünde (foce del Pregel) venne usato a partire dal 1333, ma la popolazione continuò ad usare comunque il nome in prussiano antico.

## Storia

### La fondazione

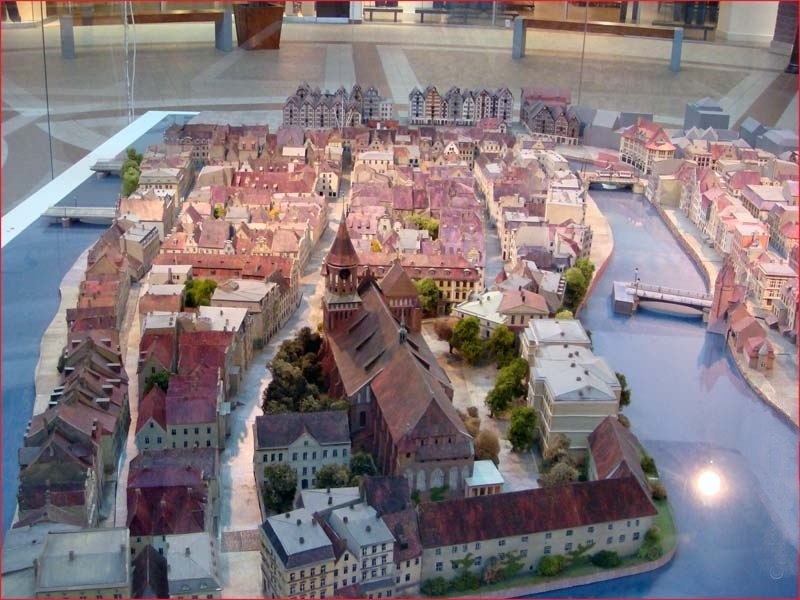
Modello ricostruito del villaggio medievale di Kneiphof conservato al museo di Kaliningrad

Foundato come parte dello stato dell'Ordine Teutonico, lo Kneiphof era il più nuovo dei tre villaggi che componevano la città di Königsberg, ciascuno dei quali disponeva di propri diritti di mercato, di una propria chiesa e di proprie fortificazioni. Gli insediamenti di mercanti vennero intensificati a partire dal 1324 con la costruzione lungo la Langgasse di due ponti, il Krämerbrücke ed il Grüne Brücke. Al villaggio venne garantito il diritto di Kulm il 6 aprile 1327 dal gran maestro Werner von Orseln. Il nuovo villaggio di Kneiphof comprendeva i due terzi dell'isola; in quello stesso anno Orseln concesse alla giurisdizione del villaggio il restate terzo dell'isola, passandola sotto la diocesi di Samland per permettere la costruzione della cattedrale di Königsberg, che occupò il periodo compreso tra il 1330 ed il 1380.
Assieme al'isola, il villaggio di Kneiphof estendeva la propria giurisdizione anche sul Freiheiten di Vorstadt e sul villaggio di Haberberg in Natangia. Haberberg e Alter Garten vennero concessi a Kneiphof dal gran maestro Alberto I di Prussia per i servigi resi nel corso della Guerra polacco-teutonica (1519-1521). I magazzini del villaggio vennero costruiti nel Vordere Vorstadt. Tra gli altri luoghi controllati da Kneiphof si ricordano il villaggio di Schönfliess, gli insediamenti di Fischhof e Anker lungo il fiume Pregel, Rosenau e le fabbriche di Genslack presso Ottenhagen.
I ponti che connettevano Kneiphof ad Altstadt erano il Krämerbrücke (costruito nel 1286), il Dombrücke (costruito nel 1330 circa, distrutto nel 1379) e lo Schmiedebrücke (costruito nel 1379). L'Honigbrücke (costruito nel 1542) connetteva Kneiphof con Lomse, mentre la città era connessa a Vorstadt tramite il Grüne Brücke (costruito nel 1322) ed il Köttelbrücke (costruito nel 1377).
Come villaggio membro della Lega Anseatica, Kneiphof prese parte alla Confederazione di Colonia contro re Valdemaro IV di Danimarca nel 1367.

### La guerra dei tredici anni
Altstadt e Kneiphof inviarono i loro rappresentanti alla Confederazione prussiana del 1440, mentre Löbenicht non lo fece. Come membri della confederazione, i villaggi di Königsberg si ribellarono ai cavalieiri teutonici nel 1454 all'inizio della guerra dei tredici anni e si allearono invece con re Casimiro IV di Polonia. La rivolta a Königsberg venne supportata dalla classe mercantile e guidata dal borgomastro di Altstadt, Andreas Brunau. Basandosi sull'esempio di Danzica, Brunau sperava di fare di Königsberg una libera città imperiale e di sottometterle il controllo dell'intera regione del Samland. Il 19 giugno il borgomastro di Kneiphof, Jürgen Langerbein di Stralsund, giurò fedeltà al cancelliere polacco Jan Taszka Koniecpolski.
Brunau perse il supporto di Altstadt e Löbenicht il 24 marzo 1455 per la spontanea opposizione di artigiani e lavoratori, mentre i ribelli si ritirarono a Kneiphof. I lavoratori di Kneiphof erano troppo deboli da soli per sconfiggere i ribelli di Brunau. Il commendatore Heinrich Reuß von Plauen, supportato da 300 cavalieri prussiani, si avvicinò alla città il 15 aprile, con Altstadt e Löbenicht che gli resero omaggio nei giorni successivi. Kneiphof rimase in stato di aperta ribellione, seppur protetta dalle acque e da mura di difesa. Le forze di Langerbein erano composte da 1000 uomini di cui 400 provenienti da Danzica. Plauen aveva invece il supporto di Altstadt, Löbenicht, 300 sambiani e soldati guidati dalla nobiltà slesiana e sassone, tra cui Baldassarre di Sagan, Hans e Adolf von Gleichen, Johann von Wartenburg e Botho von Eulenburg.
Plauen guidò un attacco senza successo a Kneiphof da Haberberg il 13 aprile, seguito da un combattimento anch'esso senza esito positivo tra le forze di Kneiphof e quelle di Altstadt dal 18 al 19 aprile. Dopo che nove navi provenienti da Danzica ebbero attraccato a Kneiphof per prestarle aiuto, le forze del Plauen presero i due ponti e li protessero per evitare che ulteriori rinforzi potessero andare a fortificare la città. Quando altre quindici navi giunsero da Danzica e riuscirono a prendere il controllo di uno di questi ponti, lo persero poco dopo per le pesanti perdite subite e vennero costretti addirittura a ritirarsi dopo quattro giorni di scontri infruttuosi. Plauen resistette alle sortite provenienti da Kneiphof e le sue forze crebbero di numero; il landmeister della Livonia fornì 500 uomini e re Cristiano I di Danimarca inviò una nave a supporto. I ribelli di Kneiphof si arresero a Plauen il 14 luglio, venendo tutti amnistiati, militari e cittadini. Kneiphof continuò a cospirare con Danzica contro i cavalieri teutonici negli anni successivi, portando quindi Plauen alla necessità di rimpiazzare l'intero consiglio comunale, composto da undici consiglieri di estrazione borghese. Nel 1455 Plauen riaffermò i diritti di Kneiphof.

### L'epoca moderna
Kneiphof divenne parte del ducato di Prussia quando la parte prussiana dei territori dell'Ordine Teutonico venne secolarizzata nel 1525. L'Università di Königsberg, l'Albertina, venne fondata poco più ad est della cattedrale cittadina nel 1544.
Kneiphof divenne parte del regno di Prussia nel 1701. In quello stesso anno i tre villaggi resistettero agli sforzi dei Burgfreiheit di formare un quarto villaggio che sarebbe stato chiamato Friedrichsstadt. Con la firma del Rathäusliche Reglement del 13 giugno 1724, re Federico Guglielmo I di Prussia unì Altstadt, Löbenicht, Kneiphof e i loro rispettivi sobborghi a formare la città di Königsberg. Il castello di Königsberg rimase un'entità separata sino allo Städteordnung di Stein del 19 novembre 1808.

### Kaliningrad
Kneiphof venne devastata dai bombardamenti che colpirono la città di Königsberg nel 1944, nel corso della seconda guerra mondiale. Conquistata dai sovietici nel 1945, Königsberg prese il nome di Kaliningrad nel 1946. Il materiale derivato dagli edifici abbattuti o in rovina della città andò a costruire nuove città come Leningrado. Negli anni '70, l'isola iniziò a divenire un parco pubblico, adornato di opere d'arte e sculture. La ricostruzione della cattedrale ebbe inizio negli anni '90. L'area di Kneiphof venne rinominata isola di Kant in onore al filosofo tedesco Immanuel Kant.